# 둥근망울이끼과
둥근망울이끼과(Solenostomataceae)는 망울이끼목에 속하는 우산이끼류과의 하나이다. 10개 속으로 이루어져 있다.

## 하위 속
- Arctoscyphus
- Bragginsella
- Cryptocolea
- Cryptocoleopsis
- Cryptostipula
- Diplocolea
- Horikawaella
- Nardia
- Scaphophyllum
- Solenostoma